# زهر صورتی
«زهر صورتی» (انگلیسی: Pink Venom) ترانه‌ای از گروه دخترانهٔ کره‌ای بلک‌پینک برای دومین آلبوم استودیویی آنها به نام صورتی زاده‌شده است. این ترانه توسط وای‌جی انترتینمنت و اینترسکوپ رکوردز به عنوان یک تک‌آهنگ پری-ریلیز در ۱۹ اوت ۲۰۲۲ منتشر شد. «زهر صورتی» به عنوان یک آهنگ هیپ هاپ با تلفیق سازهای باستانی کره‌ای توصیف شده‌است و ترانه‌سرایی آن را تدی پارک و دنی چونگ انجام دادند و تدی، ۲۴، آر. تی و آیدو آهنگسازی آن را بر عهده داشتند.موزیک ویدیوی زهر صورتی در یوتیوب بیش از هفتصد میلیون بازدید دارد 
«زهر صورتی» یک موفقیت تجاری بود و در جایگاه شماره یک جدول ۲۰۰ آهنگ جهانی بیلبورد قرار گرفت و گروه اولین بار بود که به جایگاه شماره یک در این جدول دست پیدا می‌کند. در کره جنوبی، این آهنگ در صدر جدول آهنگ‌های بیلبورد کره جنوبی قرار گرفت و در جدول دیجیتال گائون به جایگاه دوم دست یافت. «زهر صورتی» اولین آهنگ از یک گروه کی-پاپ بود که در صدر جدول تک‌آهنگ‌های ای‌آرآی‌ای قرار می‌گرفت. این آهنگ همچنین در صدر جدول‌ها در کشورهای هنگ کنک، هند، اندونزی، مالزی، فیلیپین، سنگاپور، تایوان و ویتنام قرار گرفت. یک موزیک ویدئو همراه با این تک‌آهنگ در کانال یوتیوب بلک‌پینک منتشر شد و در عرض ۲۴ ساعت، به ۹۰٫۴ میلیون بازدید دست یافت که آن را تبدیل به بیشترین بازدید موزیک ویدئو در ۲۴ ساعت اول در سال ۲۰۲۲ تبدیل کرد.

## بازخورد منتقدان
| بررسی انتقادی | بررسی انتقادی |
| منبع          | رتبه‌بندی      |
| ------------- | ------------- |
| ان‌ام‌ئی        | [ ۴ ]         |

تانو آی. راج از ان‌ام‌ئی، از آهنگ «زهر صورتی» به عنوان یک «اثر جسورانه، مطمئن» و «پیش‌نمایش آینده‌دار در دوران جدیدشان» تمجید کرد.

## اعتبارات و پرسنل
- بلک‌پینک – وکال
- تدی – آهنگساز، ترانه‌سرا
- ۲۴ – آهنگساز، تهیه‌کننده
- آر. تی – آهنگساز، تهیه‌کننده
- آیدو – آهنگساز، تهیه‌کنده
- دنی چونگ – ترانه‌سرا

## چارت ها
| چارت (۲۰۲۲)                      | بالاترین موقعیت |
| -------------------------------- | --------------- |
| World digital songs sale         | ۱               |
| ۲۰۰ آهنگ جهانی بیلبورد           | ۱               |
| استرالیا                         | ۱               |
| هنگ کنگ(بیلبورد)                 | ۱               |
| اندونزی(بیلبورد)                 | ۱               |
| مالزی(بیلبورد)                   | ۱               |
| فیلیپین(بیلبورد)                 | ۱               |
| تایوان(بیلبورد)                  | ۱               |
| ویتنام(هات ۱۰۰)                  | ۱               |
| سنگاپور                          | ۱               |
| سوئد                             | ۱               |
| هند                              | ۱               |
| کره                              | ۲               |
| هلند                             | ۲               |
| کانادا(هات۱۰۰)                   | ۴               |
| مجارستان                         | ۵               |
| نیوزیلند                         | ۹               |
| یونان                            | ۹               |
| ژاپن(هات۱۰۰)                     | ۱۰              |
| کرواسی(بیلبورد)                  | ۱۰              |
| ترکیه(بیلبورد)                   | ۱۱              |
| لیتوانی                          | ۱۱              |
| پرو(بیلبورد)                     | ۱۳              |
| ژاپن(اوریکن)                     | ۱۶              |
| رومانی(بیلبورد)                  | ۱۶              |
| برزیل(بیلبورد)                   | ۱۸              |
| لوکزامبورگ(بیلبورد)              | ۲۰              |
| اسلوواکی                         | ۲۰              |
| مکزیک(بیلبورد)                   | ۲۱              |
| بیلبورد هات ۱۰۰ آمریکا           | ۲۲              |
| انگلستان                         | ۲۲              |
| ایرلند                           | ۲۳              |
| پرتغال                           | ۲۶              |
| اتریش                            | ۲۸              |
| آلمان                            | ۳۲              |
| آرژانتین(هات ۱۰۰ آرژانتین)       | ۳۲              |
| تاپ۴۰ مین استریم آمریکا(بیلبورد) | ۳۴              |
| آفریقای جنوبی                    | ۳۸              |
| سوئیس                            | ۴۱              |
| فرانسه                           | ۴۴              |
| جمهوری چک                        | ۵۱              |
| فنلاند                           | ۵۴              |
| اسپانیا                          | ۷۵              |
| ایتالیا                          | ۹۴              |

## تاریخچهٔ انتشار
| کشور  | تاریخ       | قالب                  | ناشر            | منابع |
| ----- | ----------- | --------------------- | --------------- | ----- |
| مختلف | ۱۹ اوت ۲۰۲۲ | دانلود دیجیتال استریم | وای‌جی اینترسکوپ | [ ۵ ] |